# Cerith Wyn Evans
Cerith Wyn Evans, född 1958 i Llanelli i Wales i Storbritannien, är en brittisk konceptkonstnär, skulptör och filmare.
Cerith Wyn Evans utbildade sig på Dyfed College of Art 1976–1977, Saint Martin's School of Art 1977–1980 och Royal College of Art 1981–1984. Han var sedan assistent till filmaren Derek Jarman (1942–1994), med vilken han arbetade med filmerna The Angelic Conversation 1985, Caravaggio 1986 och The Last of England 1987. Hans tidiga experimentella filmer under 1980-talet behandlade ofta dans. År 1988 spelade han in kortfilmen Degrees of Blindness med Tilda Swinton i huvudrollen. Han gjorde också videor med band som The Smiths och Throbbing Gristle.
Under tidigt 1990-tal övergick Wyn Evans till skulptur och installationskonst, men inspirerades också fortsättningsvis av film. Flertalet av hans konstverk har samband med hans stora intresse för språk och kommunikation, och han använder ofta texter från filmer, filosofiska verk eller litteratur.
Han undervisade på Architectural Association i London 1989–1995.
Han deltog på Venedigbiennalen 1995 och representerade 2003 Wales på Wales första paviljong på en Venedigbiennal. Han deltog också i documenta 11 2002.

## Offentliga verk i urval
- Fem Light Columns och *Mobius Strip, neonljusväggskulptur, 2010, K&L Gates Center i Pittsburgh i USA[10]
- E=v=e=n=t, neonljusskulptur, inomhus Malmö Live i Malmö (uppdrag 2014, beräknad klar 2015)